# Theodor Dependorf
Theodor Dependorf (* 15. August 1870 in Hamburg; † 8. Mai 1915 bei Ypern) war ein deutscher Zahnmediziner und Hochschullehrer.

## Leben
Der Kaufmannssohn Dependorf besuchte die Gelehrtenschule des Johanneums in Hamburg. Nach dem Abitur studierte er ab 1889 an der Universität Jena Zahnheilkunde. 1890 wurde er Mitglied des Corps Thuringia Jena. Als Inaktiver wechselte er an die Universität Leipzig. Ab 1895 arbeitete er bei Ernst Haeckel am Zoologischen Institut der Universität Jena, die ihn 1896 in Biologie zum Dr. phil. promovierte. Er ließ sich 1897 als praktischer Arzt in seiner Geburtsstadt nieder und heiratete Ursula Susanne Kramer, Tochter eines Kurarztes aus Bad Elster. 1902 von der Universität Jena als Direktor des Zahnärztlichen Instituts berufen, habilitierte Dependorf sich 1903 für Zahnheilkunde. Seither Privatdozent, wechselte er 1907 als Direktor des Zahnärztlichen Instituts an die Universität Leipzig, die ihn 1908 zum Extraordinarius für Zahnheilkunde ernannte. Im selben Jahr veranlasste er den (1910 fertiggestellten) Neubau des Zahnärztlichen Instituts in der Nürnberger Straße. Im Ersten Weltkrieg meldete er sich 1915 als Kriegsfreiwilliger. Wenig später fiel er mit 45 Jahren in der Zweiten Flandernschlacht.